# Demag
Demag a fost un producător german de echipamente industriale grele. Firma a fost înființată în 1906, sub numele de Deutsche Maschinenfabrik AG (abreviat, Demag). Inițial, firma construia utilaje portuare (macarale pentru docuri). Din 1925, Demag a construit și excavatoare, apoi locomotive și vagoane. În timpul celui de-al Doilea Război Mondial, firma a construit vehicule blindate de luptă (precum semișenilatul SdKfz 250). În 1973, Demag a fost preluată de grupul Mannesmann din Düsseldorf. După acest eveniment, grupul Mannesmann-Demag a fost împărțit în firme mai mici, numele Demag fiind în prezent activ în mai multe domenii de activitate.